# Harvey (Illinois)
Harvey [ˈhɑrvi] ist eine Stadt im Cook County im Nordosten des amerikanischen Bundesstaates Illinois. Das Zentrum von Chicago, zu dessen Metropolregion Harvey gehört, befindet sich 30 Kilometer nördlich der Stadt, die komplett von besiedeltem Gebiet umgeben ist. Harvey hatte  20.324 Einwohner (Stand 2020), davon etwa 65 % Schwarze, 26 % Hispanics und 4 % Weiße.

## Geschichte
Harvey gehört zusammen mit Riverside, Oak Park und Pullman zu den „planned communities“ um Chicago, die zur Zeit der Weltausstellung von 1893 mit reformistischem Anspruch gegründet wurden. 1889 organisierte Turlington Harvey (1835–1909), ein wohlhabender Holzmagnat, ein Syndikat zur Entwicklung der Immobilien um Harvey. Die Harvey Land Association hatte sich unter Harveys Führung zum Ziel gesetzt, eine Modellstadt zu gründen, in der Temperenz, sozialer Ausgleich und „christliche Werte“ herrschen würden. Werbung für die neue Siedlung wurde in der religiösen Presse gemacht. Harvey, der unter dem Einfluss des evangelikalen Predigers Dwight Moody stand, konnte befreundete Industrielle dazu gewinnen, in der Stadt Fabriken zu gründen. Im Unterschied zu Pullman als „company town“ sah das Modell für Harvey das Eigentum der Facharbeiter an ihren Häusern vor. Daher lag es nicht in der Macht Harveys, die Regeln für die Weiterentwicklung der Stadt zu setzen. Entsprechend fand sich 1895 eine knappe Mehrheit für die Zulassung des Alkoholausschanks. 1900 hatte Harvey bereits mehr als 5000 Einwohner, eine Bank und 11 Fabriken.
1948 errichtete Sinclair Oil in Harvey eine Forschungseinrichtung mit einer Fläche von 150.000 m². 1960 hatte die Stadt etwa 29.000 Einwohner, die größtenteils in ortsansässigen Unternehmen arbeiteten. 1966 eröffnete am westlichen Stadtrand die Dixie Square Mall. Zwischen 1960 und 1980 veränderte sich Harvey dramatisch: der Anteil der Schwarzen an der Bevölkerung stieg von 7 auf 66 %. 1969 kam es zu Rassenunruhen, und fast alle Großunternehmen verließen in Folge die Stadt. 1978 schloss auch die Dixie Square Mall, die nach Jahren des Leerstands und Verfalls 2012 abgerissen wurde und zuvor als Drehort für den Film Blues Brothers Berühmtheit erlangt hatte. Heute weist Harvey bei Arbeitslosenrate, Kriminalität und Armut die höchsten Raten unter den Vorstädten Chicagos auf.
Wegen desolater öffentlicher Finanzen und ausstehender Zahlungen an den Pensionsfonds für städtische Arbeitnehmer wurde Mitte 2018 die Insolvenz der Stadt Harvey befürchtet.

## Söhne und Töchter von Harvey
- Ralph W. Gerard (1900–1974), Physiologe
- Lou Boudreau (1917–2001), Baseballspieler und -manager
- Ed Cassidy (1923–2012), Schlagzeuger
- Bill Hayes (1925–2024), Schauspieler und Sänger
- Newton Thornburg (1929–2011), Schriftsteller
- Eugene Beier (* 1940), Physiker
- Mark Weiser (1952–1999), Informatiker
- Dana Schoenfield (* 1953), Schwimmerin
- Brad Branson (* 1958), Basketballspieler
- Kevin Duckworth (1964–2008), Basketballspieler
- Louis Tylka (* 1970), römisch-katholischer Geistlicher und Bischof von Peoria
- Ariel McDonald (* 1972), Basketballspieler
- Reggie Torian (* 1975), Hürdenläufer
- Nelsan Ellis (1977–2017), Schauspieler
- Maurice Brown (* 1981), Jazzmusiker
- Eddy Curry (* 1982), Basketballspieler
- Eric Gehrig (* 1987), Fußballspieler
- Solomon Hill (* 1991), Basketballspieler
- Ben Kanute (* 1992), Triathlet
- Keke Palmer (* 1993), Schauspielerin und Sängerin